# Transtympanacris
Transtympanacris är ett släkte av insekter. Transtympanacris ingår i familjen gräshoppor.
Kladogram enligt Catalogue of Life:
| Transtympanacris | \| \| Transtympanacris acutalula \| \| \| \| \| \| Transtympanacris xueshanensis \| \| \| \| \| \| Transtympanacris yajiangensis \| \| \| \| |
|                  | \| \| Transtympanacris acutalula \| \| \| \| \| \| Transtympanacris xueshanensis \| \| \| \| \| \| Transtympanacris yajiangensis \| \| \| \| |
|                  | Transtympanacris acutalula |
|                  | |
|                  | Transtympanacris xueshanensis |
|                  | |
|                  | Transtympanacris yajiangensis |
|                  | |